# Julien Delannoy

a Compétitions nationales et continentales officielles uniquement.

b Matchs officiels uniquement.
Dernière mise à jour le 29 mai 2025.
Julien Delannoy, né le 15 juin 1995 à Villeneuve-d'Ascq (Nord), est un joueur français de rugby à XV jouant au poste de deuxième ligne ou de troisième ligne aile au CA Brive.

## Biographie

### Jeunesse et formation
Julien Delannoy découvre le rugby dans le club du Rugby Club Vallée de Montmorency Soisy puis il passe par le Stade Marseillais UC et le Pôle phocéen. Il rejoint ensuite le centre de formation du Montpellier Hérault Rugby.

### Carrière en club

#### Montpellier Hérault Rugby (2015-2018)
Le 7 novembre 2015, il dispute son premier match pro avec le MHR face au RC Toulon en remplaçant Sitaleki Timani à la 58e minute. C'est son seul match pro de la saison 2015-2016. En juin 2016, il signe un contrat professionnel qui le lie au MHR jusqu’en 2018.
En trois saisons avec le MHR, il aura pris part à 10 matches de Top 14 et 5 matchs de Champions Cup.

#### Section paloise Béarn Pyrénées (2018-2022)
En janvier 2018, il s'engage pour trois saisons avec la Section paloise qu'il rejoint pour la saison 2018-2019 . En février 2019, il se fracture le nez et manque trois semaines de compétition. Durant sa première saison, il dispute 11 matchs de championnat et 5 matchs de Challenge européen.
Durant la saison 2019-2020 de Top 14, il dispute 10 matchs de championnat. Il joue également 4 matchs de Challenge européen. 
Durant la saison 2020-2021 de Top 14, il dispute 8 matchs de championnat et deux de Challenge européen. En novembre 2020, il prolonge son contrat jusqu'en 2023.
Durant la saison 2021-2022 de Top 14, il dispute 7 matchs de championnat et un match de Challenge européen. A l'issue de la saison 2021-2022, il est libéré de sa dernière année de contrat par le club béarnais et se retrouve libre.
En quatre saisons dans le Béarn, il aura disputé 48 matchs toutes compétitions confondues.

#### CA Brive Corrèze (2022-2025)
En juin 2022, il s'engage avec le CA Brive Corrèze. Il inscrit le premier essai de sa carrière professionnelle le 23 mai 2023 lors de la 25e journée de Top 14, face au Castres olympique. Finalement, il dispute 19 matchs de championnat et deux de Challenge Cup. Le CA Brive est relégué en Pro D2 à l'issue de la saison.
Il dispute les deux saisons suivantes en Pro D2 en jouant 26 matchs, 22 matchs lors de la saison 2023-2024 et seulement 4 matchs lors de la saisons 2024-2025. En fin de contrat en juin 2025, il n'est pas conservé et quitte le CA Brive.

### Carrière internationale
Julien Delannoy possède 9 sélections avec l'équipe de France de rugby à XV des moins de 20 ans. Il participe au Tournoi des Six nations des moins de 20 ans en 2015 mais il se blesse lors de la victoire française face à l'équipe d'Italie. Il participe également la même année à la Coupe du monde de rugby à XV des moins de 20 ans.

## Statistiques
| Saison                     | Club                       | Championnat | Championnat | Championnat | Coupe d'Europe                         | Coupe d'Europe                         | Coupe d'Europe                         |
| Saison                     | Club                       | Compétition | Matches     | Essais      | Compétition                            | Matches                                | Essais                                 |
| -------------------------- | -------------------------- | ----------- | ----------- | ----------- | -------------------------------------- | -------------------------------------- | -------------------------------------- |
| 2015-2016                  | Montpellier HR             | Top 14      | 1           | 0           | /                                      | /                                      | /                                      |
| 2016-2017                  | Montpellier HR             | Top 14      | 2           | 0           | /                                      | /                                      | /                                      |
| 2017-2018                  | Montpellier HR             | Top 14      | 7           | 0           | Champions Cup                          | 5                                      | 0                                      |
| Sous-total Montpellier     | Sous-total Montpellier     | Top 14      | 10          | 0           | Champions Cup                          | 5                                      | 0                                      |
| 2018-2019                  | Section paloise            | Top 14      | 11          | 0           | Challenge européen                     | 5                                      | 0                                      |
| 2019-2020                  | Section paloise            | Top 14      | 10          | 0           | Challenge européen                     | 4                                      | 0                                      |
| 2020-2021                  | Section paloise            | Top 14      | 8           | 0           | Challenge européen                     | 2                                      | 0                                      |
| 2021-2022                  | Section paloise            | Top 14      | 7           | 0           | Challenge européen                     | 1                                      | 0                                      |
| Sous-total Section paloise | Sous-total Section paloise | Top 14      | 36          | 0           | Challenge Européen                     | 12                                     | 0                                      |
| 2022-2023                  | CA Brive                   | Top 14      | 19          | 1           | Challenge Cup                          | 2                                      | 0                                      |
| 2023-2024                  | CA Brive                   | Pro D2      | 22          | 0           | Pas de qualification en Coupe d'Europe | Pas de qualification en Coupe d'Europe | Pas de qualification en Coupe d'Europe |
| 2024-2025                  | CA Brive                   | Pro D2      | 4           | 0           | Pas de qualification en Coupe d'Europe | Pas de qualification en Coupe d'Europe | Pas de qualification en Coupe d'Europe |
| Sous-total CA Brive        | Sous-total CA Brive        | Pro D2      | 26          | 0           | Challenge Cup                          | 2                                      | 0                                      |
| Sous-total CA Brive        | Sous-total CA Brive        | Top 14      | 19          | 1           | Challenge Cup                          | 2                                      | 0                                      |

## Palmarès
- Montpellier HR
  - Finaliste du Championnat de France en 2018